# Dụng cụ đo lường điện tử
Các dụng cụ đo lường điện tử (đôi khi được gọi là hệ thống đo lường điện tử) là các dụng cụ đo lường có chức năng đo lường các đại lượng vật lý hoặc phi vật lý với sự trợ giúp của các thiết bị điện tử. Chúng thường biểu diễn kết quả đo thông qua các phương tiện hiển thị khác nhau. 
Thông thường một dụng cụ đo lường điện tử có cấu trúc gồm khối cảm biến, bộ khuếch đại, bộ xử lý và cuối cùng là bộ hiển thị. Bộ cảm biến có nhiệm vụ thực hiện cảm nhận và biến đổi các đại lượng vật lý hoặc phi vật lý cần đo thành các tín hiệu điện. Các tín hiệu điện này sau đó sẽ được khuếch đại và hiệu chỉnh sao cho tương quan sự biến đổi giữa các đại lượng vật lý hoặc phi vật lý và tín hiệu điện sau cảm biến có tính chất tuyến tính. Hay nói cách khác, sự biến đổi của tín hiệu điện sau cảm biến sẽ phản ánh thực chất của quá trình biến đổi các đại lượng vật lý/phi vật lý đó. Tiếp sau, các tín hiệu này sẽ được tiếp tục đưa qua các hệ thống xử lý tín hiệu (có thể là xử lý tín hiệu số hoặc tương tự) rồi sau đó phối ghép và đưa qua các phương tiện hiển thị như màn hình, bảng hiển thị LED, các thiết bị in ấn hoặc các thiết bị ngoại vi khác...